# Canal 13 (Nicaragua)
Pour les articles homonymes, voir Canal 13.
Viva Nicaragua Canal 13 est une chaîne de télévision nicaraguayenne.